# Mélanie (album)
Pour les articles homonymes, voir Mélanie.
Albums de Céline Dion
Chants et contes de Noël
(1983) Les Oiseaux du bonheur
(1984)
Singles
1. Une colombe
Sortie : juin 1984
2. Mon rêve de toujours
Sortie : septembre 1984
3. Un amour pour moi
Sortie : 1984

Mélanie est le sixième album de Céline Dion, sorti le 22 août 1984.

## Historique
« Je dédie ma chanson Mélanie à ma petite nièce Karine et ma sœur Liette, ainsi qu'à tous les enfants et parents d'enfants atteints d'une maladie incurable. »

— Céline Dion
La chanson éponyme de l'album, Mélanie, est inspirée du combat que mène la nièce de Céline Dion contre la fibrose kystique.
Sorti le 22 août 1984, Mélanie comprend également un titre composé à l'occasion de la venue du pape Jean-Paul II au Québec, Une colombe. Céline Dion l'interprète le 11 septembre 1984 au stade olympique de Montréal devant Jean-Paul II et 65 000 spectateurs,.
Distribué exclusivement au Québec, l'album contient deux singles qui atteignent le top 10 au Québec : Une colombe et Mon rêve de toujours placés respectivement nos 2 et 4. Une colombe remporte également un disque d'or. Un troisième single est distribué : Un amour pour moi.

## Liste des titres
| No  | Titre                     | Auteur                                       | Durée |
| --- | ------------------------- | -------------------------------------------- | ----- |
| 1.  | Mélanie                   | Eddy Marnay, Diane Juster                    | 3:48  |
| 2.  | Chante-moi                | Marnay, Alain Noreau                         | 3:20  |
| 3.  | Un amour pour moi         | Marnay, Thierry Geoffroy, Christian Loigerot | 3:19  |
| 4.  | Trop jeune à dix-sept ans | Marnay, Paul Greedus, Barry Blue             | 4:51  |
| 5.  | Mon rêve de toujours      | Marnay, Jean-Pierre Goussaud                 | 4:17  |
| 6.  | Va où s'en va l'amour     | Marnay, Noreau                               | 3:18  |
| 7.  | Comme on disait avant     | Marnay, Noreau                               | 3:31  |
| 8.  | Benjamin                  | Marnay, Pierre Papadiamandis                 | 4:37  |
| 9.  | Trois heures vingt        | Marnay, Patrick Lemaitre                     | 3:40  |
| 10. | Une colombe               | Marcel Lefebvre, Paul Baillargeon            | 3:13  |

## Distribution
| Pays   | Date         | Label           | Format   | Catalogue |
| ------ | ------------ | --------------- | -------- | --------- |
| Canada | 22 août 1984 | Productions TBS | Disque   | TBS 501   |
| Canada | 22 août 1984 | Productions TBS | Cassette | TBS 4501  |

## Classements
L'album reste dans le haut du classement québécois pendant dix semaines,.
| Classement            | Position | Certifié | Ventes   |
| --------------------- | -------- | -------- | -------- |
| Canadian Albums Chart | —        | Platine  | 175 000, |

## Récompenses
Avec cet album, Céline Dion remporte cinq prix Félix.
| Année | Récompense | Catégorie                                     |
| ----- | ---------- | --------------------------------------------- |
| 1985  | prix Félix | Interprète féminine de l'année                |
| 1985  | prix Félix | Album pop de l'année                          |
| 1985  | prix Félix | Album le plus vendu                           |
| 1985  | prix Félix | 45 tours le plus vendu pour Une colombe       |
| 1985  | prix Félix | Chanson populaire de l'année pour Une colombe |